# Heinz Lichtl
Heinz Lichtl (* 10. Oktober 1931 in Andernach; † 9. November 2015) war ein deutscher Fußballspieler, der vorwiegend als rechter Außenläufer im Mittelfeld des damaligen WM-Systems agierte.

## Laufbahn
Lichtl spielte mit seinem Heimatverein Spvgg Andernach in der Saison 1952/53 in der 2. Liga Südwest und belegte dort den 3. Rang. Zur Saison 1953/54 unterschrieb er beim FC St. Pauli in der erstklassigen Fußball-Oberliga Nord einen Vertrag und wechselte nach Hamburg. Auf Anhieb gehörte Lichtl zum engen Kreis der Stammspieler und St. Pauli belegte am Rundenende mit 39:21 Punkten den 2. Platz; überraschend nicht hinter dem Serienmeister des Nordens, dem Hamburger SV, sondern hinter Hannover 96 das in der Endrunde um die deutsche Fußballmeisterschaft auch noch gegen den Favoriten 1. FC Kaiserslautern den Titel errang. Die Defensive des Vizemeisters hatte überwiegend in der Besetzung mit Harry Wunstorf (Torhüter), dem Verteidigerpaar Lichtl und Josef Famula sowie der Läuferreihe mit Harald Stender, Otmar Sommerfeld und Harald Brüggen agiert. Lichtl hatte alle 30 Ligaspiele im Norden absolviert. Beide Lokalderbys gegen die „Rothosen“ des HSV hatte St. Pauli mit 3:0 beziehungsweise 2:0 gewonnen. In seiner zweiten Saison, 1954/55, belegte St. Pauli mit 31:29 Punkten den 7. Rang und Lichtl hatte wiederum alle 30 Ligaspiele absolviert. Da in dieser Saison sein Heimatverein in Andernach den Aufstieg in die Oberliga Südwest erreicht hatte, ging Lichtl nach zwei Jahren bei St. Pauli wieder in seine Heimat zurück und schloss sich ab der Runde 1955/56 der SpVgg Andernach an.
Im ersten Jahr gelang mit der Sportvereinigung mit dem 14. Rang der Klassenerhalt, Lichtl hatte alle 30 Ligaspiele absolviert und drei Tore erzielt. Im zweiten Jahr, 1956/57, stieg Lichtl mit Andernach als 15. in die 2. Liga Südwest ab. Er hatte wiederum drei Tore erzielt, im zweiten Jahr aber drei Spiele nicht bestreiten können. Er blieb aber in der Oberliga Südwest; er bekam beim 1. FC Kaiserslautern zur Runde 1957/58 einen neuen Vertrag. Er debütierte am 1. September 1957 beim Lokalderby gegen den VfR Kaiserslautern in der Ligaelf der „Roten Teufel“. Er spielte beim 3:1-Erfolg als Mittelläufer. In seinem zweiten Ligaeinsatz, am 8. September, einem 5:2-Heimsieg gegen Mainz 05 lief er als Mittelstürmer auf und erzielte einen Treffer. Insgesamt bestritt der Mann aus Andernach für den 1. FCK 12 Oberligaspiele und erzielte dabei zwei Tore; die Lauterer erreichten die Vizemeisterschaft. War Lichtl noch am letzten Spieltag im Südwesten am 14. April 1958 bei einem 6:2-Heimerfolg gegen den 1. FC Saarbrücken als rechter Verteidiger aufgelaufen, so kam er in den zwei Qualifikationsspielen am 19. und 20. April 1958 gegen den 1. FC Köln (3:3 n. V./0:3) nicht zum Einsatz.
Lichtl wechselte zur Saison 1958/59 zu Kickers Offenbach in die Fußball-Oberliga Süd, bei denen er von 1958 bis 1961 unter Vertrag stand und sein bestes Ergebnis mit dem Erreichen des Endspiels um die deutsche Meisterschaft 1959 erzielte, das gegen den Erzrivalen und Nachbarn Eintracht Frankfurt mit 3:5 nach Verlängerung verloren wurde. Zur Vizemeisterschaft im Süden war er in 27 Spielen (1 Tor) aufgelaufen. Zumeist war die OFC-Läuferreihe mit Lichtl, Helmut Sattler und Ernst Wade dabei angetreten. Auch im zweiten Jahr in Offenbach, 1959/60, erreichte das Team vom Bieberer Berg die Vizemeisterschaft. Lichtl hatte wie im Vorjahr 27 Ligaspiele (1 Tor) absolviert. Das Qualifikationsspiel zur Teilnahme an der Endrunde um die deutsche Fußballmeisterschaft wurde aber am 7. Mai 1960 in Hannover gegen Westfalia Herne mit 0:1 verloren. Die Kickers-Abwehr war dabei mit Walter Zimmermann (Torhüter), dem Verteidigerpaar Sattler und Alfred Schultheis, sowie der Läuferreihe mit Lichtl, Hermann Nuber und Wade gegen das von Nationaltorhüter Hans Tilkowski angeführte Herne angetreten. In seinem dritten Offenbacher Jahr, 1960/61, absolvierte Lichtl die ersten sechs Rundenspiele gegen Jahn Regensburg (3:3), Eintracht Frankfurt (2:1), Bayern Hof (0:0), VfR Mannheim (0:1), SpVgg Fürth (1:0) und FC Schweinfurt 05 (4:2) jeweils als rechter Außenläufer, danach beendete er aber seine Zeit als Aktiver in der Oberliga. Zumeist trat dann Helmut Kleinböhl als sein Kickers-Nachfolger an.
Nach seiner aktiven Laufbahn blieb Lichtl in Offenbach, wo er lange in verschiedenen Funktionen bei der DJK Eiche Offenbach tätig war. Er war ein stadtbekannter Gastronom sowie Besitzer eines Taxiunternehmens.

## Erfolge
- Deutscher Vizemeister: 1959